# Мэри Лав
Мэри Лав (англ. Marie Luv, род. 1 ноября 1981 года) — американская порноактриса, танцовщица экзотических танцев и модель.

## Биография
Лав родилась в Хасиенда-Хайтс, Калифорния. Её первой работой была работа кассира в комиссариате авиабазы в 14 лет. После окончания школы она стала работать моделью и снялась в семи фильмах под именем «Destiny».
После того, как её семья узнала о том, чем она зарабатывает себе на жизнь, она решила больше не сниматься пока мать не поддержит её. Вскоре она вновь появилась в порноиндустрии под именем Мэри Лав. Вначале Лав снималась в фото сессиях, а потом перешла к порнофильмам. Её брат является актёром в гей-фильмах.
По данным на 2012 год, Мэри Лав снялась в 404 порнофильмах.

## Премии и номинации
- 2007 AVN Award — Лучшая сцена группового секса — видео — Fashionistas Safado: The Challenge[2].
- 2008 Urban Spice Award (joint winner) — Лучший исполнитель анального секса[3]
- 2010 XRCO Award — невоспетая сирена[4]
- 2012 номинация на AVN Award — Лучшая сцена группового лесбийского секса — All About Kagney Linn Karter (вместе с Кэгни Линн Картер и Сарой Слоан)